# 徐觀復
徐觀復（？—？），原名徐顯，改名觀復，字徽之，號一我，浙江紹興府上虞縣人，軍籍，明末政治人物。

## 生平
萬曆三十七年（1609年）己酉鄉試舉人，三十八年庚戌进士，授廣東順德縣知縣，四十一年改福建仙游县，遷池州府推官，以理釋死囚十余人。显性剛直，所至發姦雪枉，势臨之不少動。初知順德，以争十九命忤通判；以枷革挟势撞骗之梟牙，忤知府；以勘築沿海竹崖，執不改拆，忤豪貴；以清查久胃沙堤忤省紳；以不侚生童之属忤館紳；以復被占田三百亩興義學忤封翁；以捕奸拐逃匿之神棍忤中書。其他抗逆璫、擒狡役，大都必伸其直，不畏强御。其为推官時，辟一殺人父子之商生，則五府縣代为出脱者也；辟殴殺舉人之豪猾，則十年拘之不能得者也，其守正執法如此。然撫恤良民，勤問疾苦，擇其秀者教之，去日百姓遮道不得行，易日潜發始獲出境。旋擢刑部主事，改兵部，轉禮部，旋告歸。時柄國者知其名，将大用之。顯見魏璫（魏忠贤）漸横，且母年老，遂勇退，不可挽云。